# قائمة شخصيات ينبوع الأحلام

## الشخصيات
استعرضت قصة رانما ½ عددا كبيرا من الشخصيات، ففيها أكثر عدد من الشخصيات لأي من المانغا التي ألفتها روميكو تاكاهاشي، هذه قائمة بالشخصيات البارزة في المانغا والأنمي والصور المأخوذة من المانغا. الأسماء اليابانية في الترتيب الغربي (الاسم الأول ثم اسم العائلة).

## عائلة ساوتومي

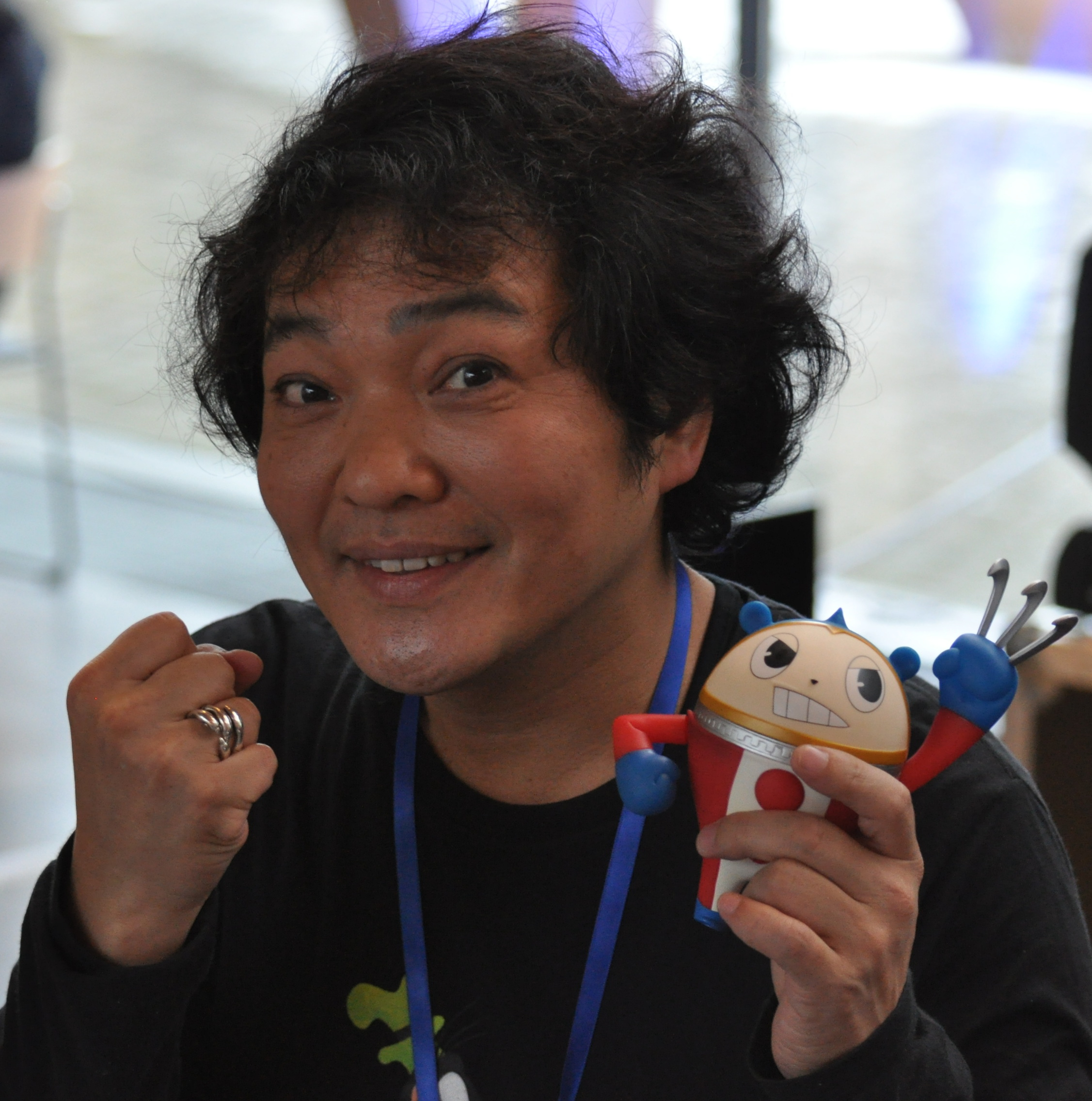
صورة لكابيي ياماغوتشي، مؤدي الأصوات الياباني، في فعالية Desucon Frostbite عام 2014

### رانما ساوتومي
رانما ساوتومي (نور في الدبلجة العربية) (باليابانية: 早乙女 乱馬، بالروماجي: Saotome Ranma)، الأداء الصوتي للفتى:كابيه ياماغتشي (الياباني)، كامل نجمة (العربي). الأداء الصوتي للفتاة:ميغومي هاياشيبارا (الياباني)، لينا ضوا (العربي).
الشخصية الرئيسية والعنوانية في المسلسل. أثناء تدربه مع والده في أراضي جوسنكيو للتدريب في الصين، سقط رانما في ينبوع الفتاة الغارقة، وفقا للعنة النبع، فقد خرج بجسم امرأة شابة. عندما يرش بالماء الحار، فإنه يرجع إلى شكله الطبيعي كفتى. ومع ذلك، عندما يرش بالماء البارد، فإنه يتحول إلى الفتاة ذات الشعر الأحمر ثانية. الفنون القتالية هي حياة البطل ذي الستة عشر عاما. كلما سقط كبريائه، فإن رانما يبذل جهودا كبيرة لتصحيح الوضع. ويمكنه أن يظهر في صورة بسيطة، مفرطة في الثقة، غير مكترثة ومتكبرة. عندما يكون عرضة للغش أو إعطاء الشتائم، في كثير من الأحيان يتصرف من دون تفكير وبأنانية، وثرثرة متكررة. ومع ذلك، فإن سبب الكثير مما ذكر أعلاه هو عدم النضج والحرج. رانما لديه الخوف الشديد من القطط الناتجة عن والده عندما تدرب على تقنية «الكات فو» الخطيرة. إذا تم عزل رانما مع قط في مساحة صغيرة جدا، أو عندما لم يعد قادرا على التعامل مع خوفه من القطط، فإنه يبدأ بالتصرف مثل القط نفسه ويصبح سيد 'الكات فو'. وهو يحب أكاني بعمق لكنه يرفض الاعتراف بمشاعره لها، ويتظاهر بأنه لا يأبه لها. هو وأكاني يقتربان أكثر مع امتداد المسلسل، كل واحد منهم يذهب كل ما في وسعه لإنقاذ الآخر عندما يقع في مشكلة. بالإضافة إلى خطوبته إلى أكاني (بفضل والديهما)، رانما لديه العديد من المحبات، أبرزها الصينية الأمازونية شامبو، وطاهية الأوكونومياكي وصديقة طفولته أوكيو كوونجي، وكوداتشي كونو، الشقيقة الصغرى ل تاتيواكي كونو عدوه اللدود.

### جنما ساوتومي
جنما ساوتومي (رمزي في الدبلجة العربية)  (باليابانية: 早乙女 玄馬، بالروماجي: Saotome Genma)، الأداء الصوتي:كينيتشي أوغاتا (الياباني)، هشام كفارنة (العربي).
جنما هو والد رانما المتبلد الشعور. هو أخذ رانما أصلا إلى جوسنكيو لأنه سمع عنها في مطوية صينية بالرغم من أنه غير قادر على قراءة كلمة صينية واحدة. وقد أصابته لعنة أيضا، حولته إلى باندا. على خلاف رانما، فإنه ليست لديه أية مشاكل مع هيأة الباندا. بل إنه يتحول إلى باندا ليتخلص من مشاكله في هيأة الباندا. بينما غينما يعمل كثيرا بالواجب بشرف كفنان الدفاع عن النفس، ولكنه يبدو أنه مثال مسكين من خلالها تعيين تلك المستويات. ويحاول عادة أن يتهرب من أي مشكلة سببها أو كان سببا فيها، ويدخل رانما رانما فيها إذا لم يستطع الهروب منها. في حين أنه عادة كسول جدا أو متخوف من إظهار المشاكل، فهو مقاتل قوي مدهش الذي يمتلك المقدرة على المعارك الكبيرة وقد اخترع مدرستين من الفنون القتالية مبنية على السرقة. حبه للطعام عادة ما يفوق حبه لابنه ويوقعهما في المشاكل.

### نودوكا ساوتومي
نودوكا ساوتومي، (باليابانية: 早乙女 のどか، بالروماجي: Saotome Nodoka)، الأداء الصوتي:ماساكو إكيدا (الياباني).
نودوكا هي أم رانما المحبة وزوجة جنما. لكنها لم تراهما منذ أكثر من عقد والسبب، عندما ذهبا في رحلة تدريبهما. مشيرا إلى أن شغفها به سيعرقل تدريب رانما، جنما كتب عقدا معها بأن يجعل رانما «رجل من الرجال»، وإذا فشل فإنه، هو ورانما سوف ينفذان الـسبوكو، طقوس الانتحار. على أي حال، بسبب لعنة رانما التي تجعله فتاة نصف الوقت، فقد قضيا معظم وقتهما مع نودوكا متخفيين عنها كرانكو تندو وحيوانها الأليف، السيد باندا. كانت نودوكا حزينة بعد معرفتها بأنها لم ترد إلا أن ترى ابنها مرة أخرى. قرب نهاية المانغا، قابلت نودوكا رانما وجنما واكتشفت لعنتيهما. على أي حال، فقد تقبلتهما أكثر مما كانا يتوقعان، في الغالب بسبب أنها توقعت أن رانما ورانكو، في الحقيقة، الشخص نفسه. وانتقلت مع رانما وجنما مما سمح لثلاثتهم بأن يعودوا عائلة واحدة ثانية.

## عائلة تندو

### أكاني تندو
أكاني تندو (ريم في الدبلجة العربية)  (باليابانية: 天道 あかね، بالروماجي:  Tendō Akane)، الأداء الصوتي: نوريكو هيداكا (الياباني)، آمال سعد الدين (العربي).
الفتاة الرئيسية في القصة، أكاني هي ابنة سوون الصغرى في سن 16. فتاة مؤتمنة، صعبة المراس وحساسة جدا مع أعصاب حارة وقلب كبير. بعد مقابلتها لهيئة رانما كصبي للمرة الأولى كغريب عار في الحمام وأصبحت مستاءة أكثر بعد إهانته لها، خطوبتهما لم تكن بداية سعيدة. مع مرور الوقت، بدأت علاقة الاثنين، أكاني ورانما، بالتحسن، وقد ساعدت وخاطرت بحياتها من أجل رانما في مواقف عديدة. أكاني أحست بأنها مرؤوسة من قبل كاسومي، في الجمال وصفات الأنوثة، لرانما وخطيباته الأخريات في الطبخ، الفنون القتالية أو الرياضة البدنية، وللطالبات الأخريات في السباحة. وحاولت بجد أن تكون الأفضل في كل شيء، لكنها تتصرف بغير براعة وبشكل غير مناسب فيها كلها باستثناء حل الواجبات المدرسية والنشاطات الرياضية، مثل كرة الطائرة. عندما يحاول شخص ما، عادة رانما، استصغار نجاحها، أو مناداتها غير لطيفة، قبيحة، مفتولة العضلات، غير أنثوية ومسترجلة فإنها تشعر بالاستياء غالبا. تظهر عادة كفتاة صديقة تجاه الناس الذين لايهينونها وأحيانا تخاطر بحياتها لمساعدة أو إنقاذ رانما. وتشعر بالغيرة عندما تظهر واحدة من خطيباته محبتها له مع أنها تقول أنها ليست متأثرة. وتحب رانما بعمق (مع أنها لاتريد أن تظهر ذلك).

### سوون تندو
سوون تندو (جهاد في الدبلجة العربية)  (باليابانية: 天道 早雲، بالروماجي: Tendō Sōun)، الأداء الصوتي: ريوسكي أوباياشي (الياباني)، يحيى الكفري (العربي).
سوون هو مالك منزل عائلة تندو، وإحدى العائلتين لتدريب مدرسة الفنون القتالية الحرة. وهو أيضا أرمل، وبقي بمفرده للاعتناء ببناته الثلاث. ويملك منزلاً كبيراً يحتاج أحيانا إلى الإصلاحات نظرا للنزالات الكثيرة التي تدور هناك. في حين أنه يملك قاعة للتدريب، إلا أن الطلاب لم يظهروا بصورة واضحة. ممثلو المجتمع المحلي في كثير من الأحيان يعتمدون عليه عندما يكون لديهم مشاكل مع الظواهر غير المعتادة، لهذا فإنه يتأهب لبعض منها، وتم تأجير الدوجو للمقابلات الاجتماعية. على كل حال فإنه يظهر كشخص حذر في المصاريف وينزعج من نابيكي عندما تنفق المدخرات على الهدايا الغالية، أو عندما يرمي رانما بالعشاء على الأرض. في الأنمي، يقضي سوون معظم وقته يلعب الشوغي مع صديقه القديم جنما. ويتوق إلى أن تقول أكاني أنها تحب رانما، أو بمعنى آخر، لمتابعة إرث مدرسته. وإنه سوف يعلن بدء خطط الزواج عندما تبدو علاقة عاطفية بين رانما وأكاني. سوون قادر على إظهار نفسه كأنه رأس أوني شبحي زائف، متى ما صار متضايقاً أو بكى قائلاً «يا للبشرية!» في الأنمي. ويفترض أن معظم الأحداث عموما بسبب رانما. ويظهر أيضا كحامي حريص للغاية على سلامة بناته، خاصة كاسومي، ويصير حزينا جدا عندما تكون حالتهم في موضع تشكيك. الآنسة هيناكو منجذبة إليه بشدة، لكنه مخلص جدا لزوجته الميتة ويزور قبرها من أجل الذكرى.

### نابيكي تندو
نابيكي تندو (رنا في الدبلجة العربية)  (باليابانية: 天道 なびき، بالروماجي: Tendō Nabiki)، الأداء الصوتي: مينامي تاكاياما (الياباني)، أنجي اليوسف (العربي).
نابيكي هي البنت الوسطى لسوون. تحب المال أكثر من أي شيء آخر وعلى استعداد للتضحية بأي شخص للحصول على المزيد منه، حتى إذا أفلست عائلتها من أجل كسب الرهان. في معظم القصص التي تلعب فيها دورا بارزاً، تقوم نابيكي بابتزاز الأموال من الآخرين (لاسيما كونو)، أو جعل الحالات الخطرة من أجل التسلية، أو كلا الحالتين في نفس الوقت. في ترجمات مختلفة، ذكر صراحة أنها ليس لديها «أي مشاعر صافية» أو تكون «بلا قلب تماما»، لكنها لا تظهر بمظهر أنيق وجذاب للغاية من أجل جذب المشترين المحتملين / الضحايا. وهي ذات شخصية ساخرة، مادية، أنانية، متلاعبة، سادية، غير أخلاقية تماما التي تمثل تناقضاً حاداًّ مع شقيقتها الكبرى. في قصة المانغا «نبات سلاح الفاصوليا»، قيل بأن نابيكي تستثمر ما لا يقل عن بعض مكاسبها في مخزوناتها الشخصية، ولكنها ليست على استعداد لإنفاق مالها. ولنكها عوضاً عن ذلك تسرق من غرفة ملابس أكاني، أو من عند المشترين، أو من مدخرات سوون القليلة من أجل شراء أشياء باهظة الثمن. تلتقط نابيكي بسرية صوراً لرانما (في هيئة فتاة) وأكاني وتبيع النسخ على زملائها في المدرسة (كونو يكون المشتري الأول)، الذين يشترونها بسعادة. كانت نابيكي مخطوبة لرانما لفترة وجيزة بعدما صارت أكاني محبطة معه، واستأجرته كعامل عندها، بل لعبت أيضا دورا في جلب الاثنين معا مرة أخرى، من أجل كسب كثير من الأرباح في عملها.

### كاسومي تندو
كاسومي تندو (رُبى في الدبلجة العربية)  (باليابانية: 天道 かすみ، بالروماجي: Tendō Kasumi)، الأداء الصوتي: كيككو إينوي (الياباني)، لمى الشمندي (العربي).
كاسومي هي البنت الكبرى في عائلة تندو. تخرجت كاسومي من المدرسة الثانوية وتقضي الآن معظم وقتها بالعناية بالمنزل، وتقوم بدور «الأم» البديلة بالطبخ، والتنظيف ومساعدة عائلتها منذ وفاة والدتها المبكرة. كاسومي فتاة جميلة وبريئة، ولايبدو أنها تتأثر بالمواقف الجنونية التي تحدث حولها، هي واحدة من الشخصيات القليلة الذين لم يتعرضوا لإصابة في أي مرحلة في هذه السلسلة، إذا لم يحسب التحكم الذي أصابها من قبل الأوني المؤذي. ويظهر في بعض الأحيان على أنها أكثر حكمة وأكثر إدراكاً مما يظهر بوضوح، وتتمكن من معرفة خطط نابيكي. ماعدا اعتناء بأمور الأسرة، ظهر أنها تخرج للقاء بعض الأصدقاء واستعارت كتاب نقاط الضغط من صديقها د. توفو أونو، الواقع في حبها.

## جوسيهتسُزوكو (قبيلة الإناث البطلات)

### شامبو
شامبو (شيدو في الدبلجة العربية)  (بالصينية: 珊璞) أو(باليابانية: シャンプー، بالروماجي: Shanpū)، الأداء الصوتي: ريه ساكما (الياباني)، سمر كوكش (العربي).
قدمت شامبو إلى اليابان من أجل قتل رانما الفتاة بعد أن هزمها في منافسة فنون قتالية سنوية من أجل أن يأكل هو وجنما الجائزة، مأدبة جيدة التجهيز. قبلت شامبو رانما الفتاة «قبلة الموت»، وهي وعد لتقفي أثرها وقتلها في نهاية المطاف. في وقت لاحق، بعد أن هُزمت من قبل رانما الفتى، قبلت شامبو رانما «قبلة الزواج». بسبب قانون الأمازون، فإنها لابد لها إما أن تقتله أو تتزوج منه. جاهلة بأن رانما الفتى والفتاة هما نفس الشخص، حزنت شامبو بعد أن علمت حقيقة رانما وعادت إلى الصين لتتدرب في جوسنكيو على يد جدتها الكبرى كولون، واللعنة أصابتها وحولتها إلى قطة - أكثر شيء الذي يخاف منه رانما -. لم تعد تركز اهتمامها على رغبتها في قتل رانما، وتريد الآن الزواج منه فقط. بعد أن عادت إلى نيريما، طوكيو، اليابان، صارت شامبو نادلة في مقهى القط (نيكو هانتين)، وهو مقهى جدتها، وتوصل الرامن بدراجتها، وفي بعض الأحيان تدوس الناس - عادة رانما - على الشارع أو على سطوح المنازل. ودائماً ماتكرر قول «عقبة حتى تُقتَل» كشعارها الخاص، الذي اشتمل على أكاني عندما تم القبض على الأخيرة وتقييدها من قبل بانتيهوس تارو. تصميم شخصيتها وتصرفاتها مشابهة لـ«لام إنفيدر»، التي ظهرت في أول عمل كبير لتاكاهاشي، أوروسيه ياتسرا.

### كولون
كولون (هيداو في الدبلجة العربية)  (بالصينية: 可崘) أو (باليابانية: コロン، بالروماجي: Koron)، الأداء الصوتي: ميوكو أسو (الياباني)، ليندا بويد، أنجي اليوسف (العربي)
كولون هي جدة شامبر الكبرى وزعيمة قبيلة الأمازون الصينية. قدمت كولون إلى نيريما من أجل رؤية ما يقدر عليه «زوج ابنتها المستقبلي»، وانتهى بها المطاف بأن بقيت في اليابان لمساعدة شامبو في الفوز بمحبة رانما. على الرغم من أنها متقدمة في السن بشكل كبير (300 سنة، وفقاً للأنمي)، لكنها مقاتلة قوية وخطيرة وقد علمت رانما مهارتي «كاتشو تنشن أماغوريكن» و«هيريو شوتن ها». على خلاف بقية الشخصيات، يبدو أن كولون تفضل البقاء في الخلف والمشاهدة. إذا كان لديها دافع، سواء كان من أجل مساعدة شامبو في مساعيها أو مساعدة رانما في معاركه، فإنها حينئذ تتدخل في الشجار. تدير كولون مطعماً صينياً يدعى مقهى القط، حيث يعمل كل من شامبو وموس فيه.

### موس
موس (صقر في الدبلجة العربية)  (بالصينية: 沐絲)أو (باليابانية: ムース، بالروماجي: Mūsu)، الأداء الصوتي: توشيهيكو سكي (الياباني)، رأفت بازو (العربي).
موس هو صديق قديم لشامبو، على الرغم من أنه يصور نفسه بهذه الطريقة. وهو واقع في حبها لأكثر حياته. لكنها تجد مزعجاً على أحسن حال. موس غير قادر على النظر بشكل جيد بدون نظاراته، غالباً ما يخطئ شخصاً بأنه شخص آخر. قدم موس إلى نيريما من أجل البحث عن «الخطيب الجديد» الذي اختارته شامبو، وبقي هناك من أجل جذب حبيبته. وبخت شامبو موس بسبب مايفعله منذ أن كانا صغيرين. وزواجها لايزال صحيحاً تبعاً لقانون الأمازون، حتى إن غلب رانما في نزال. لكنه لايزال مستمراً. وهو الآن نادل في مقهى القط، تحول موس إلى بطة بسبب لعنة جوسنكيو التي أصابته. حينما يكون في هيئة الإنسان، فإن ملابسه تحوي أسلحة ذات أبعاد جذرية، بما في ذلك الإبر والسلاسل والسيوف والقنابل والأجهزة المنزلية، وكل شيء يمكن تخيله، حتى الأشياء التي هي أكبر من ملابسه. في هيأة البطة، موس يستطيع رمي الأشياء من خلال ريشه.

## عائلة كونو

### تاتيواكي كونو
تاتيواكي كونو (عصام في الدبلجة العربية)  (باليابانية: 九能 帯刀، بالروماجي: Kunō Tatewaki)، الأداء الصوتي: هيروتاكا سزوكي (الياباني)، إياس أبو غزالة (العربي).
تاتيواكي كونو هو طالب في السنة الثالثة في ثانوية فُرينكان وكان الرجل الكبير في المدرسة - إلا أن أتى رانما -. قادماً من عائلة ثرية جداً، فهو أيضاً قائد فريق الكندو وهو يتمتع أيضاً بكل من ثروته وسيفه بسهولة على قدم المساواة. وينبع ذلك من الفلسفة الكونفوشيوسية. وهو واقع في الحب بجنون مع أكاني. ونفس الحال مع رانما الفتاة وهو لم يدرك أنها في الحقيقة عدوه الأبدي في هيأة فتاة على الرغم من المواقف العديدة التي رآى فيها رانما يتحول إلى فتاة أمام عينيه. سمع تاتيواكي ذات مرة شخصاً يناديها باسم رانما، وحاول تدوينه من أجل أن تكون مرجعاً في المستقبل. على الرغم من ذلك، لم يستطع تاتيواكي أن ينالها ويتابع منادتها بـ«الفتاة ذات الظفيرة» طوال السلسلة

### كوداتشي كونو
كوداتشي كونو (نسرين في الدبلجة العربية)  (باليابانية: 九能 小太刀، بالروماجي: Kunō Kodachi)، الأداء الصوتي: سايكو شيمازو (الياباني)، حنان شقير (العربي).
كوداتشي كونو هي أخت تاتيواكي وتحضر الدروس في مدرسة سينت باتشوس، مدرسة للبنات فقط. وبطلة فنون الجمباز الإيقاعي القتالية، هُزمت من قبل رانما الفتاة، وتظن كوداتشي أنها واقعة في حب رانما الفتى، وكسبت عداوتها. وقعت كوداتشي في حب رانما الفتى بعد أن أنقذها من السقوط قبل يوم المنافسة. طوال القصة، أظهرة كوداتشي خططاً مختلفة لجعل رانما يحبها، عادة من خلال المراوغة غاز الشلل في الزهور، الحبوب والكعك المنوم. لكنها مثل أخيها الأكبر، لم تدرك أن رانما و«الفتاة ذات الضفيرة» هما الشخص نفسه. هذه الحقيقة غالباً ما تكون مصدراً للصراع بينها وبين تاتيواكي.

### المدير كونو
المدير كونو (باليابانية: 九能 校長، بالروماجي: Kunō-kōchō)، الأداء الصوتي: تاتسيكي جيناي (الياباني)
المدير كونو هو مدير ثانوية فُرينكان الغائب لفترة طويلة. على ما يبدو ذهب إلى هاواي في فترة ليست بالقصيرة، عاد المدير إلى المدرسة فجأة وبدأ في إثارة المشاكل للطلاب قدر المستطاع. وهو يحاول تأديب رانما دائماً، ولا سيما فيما يتعلق بضفيرته. بالنظر إلى تأثره بكلام هاواي وثقافتها، وهو أيضا الوالد المفقود منذ زمن طويل لعائلة كونو. لم يكن ابنه سعيداً لرؤيته، على الرغم من ذلك. كوداتشي تحبه كثيراً وتكره أن تراه حزيناً. المدير كونو يستمتع بتعذيب الطلاب في مدرسة فُرينكان الثانوية، ولا سيما ما يتعلق بشعرهم.

### ساسوكي سارُغاكوري
ساسوكي ساروغاكوري (رعد في الدبلجة العربية) (باليابانية: 猿隠 佐助، بالروماجي: Sarugakure Sasuke)، الأداء الصوتي: شيغرو تشيبا (الياباني)، رأفت بازو (العربي).
النينجا وخادم عائلة كونو. ساسوكي خادم مخلص وغالباً مايساعد تاتيواكي في هزيمة رانما وسرقة أكاني منه. على الرغم من إخلاصه، لكن ساسوكي يتعرض للعقاب الشديد من قبل تاتيواكي في بعض الأحيان. وعليه أن يعيش في ظروف سيئة مع الحد الأدنى من الغذاء والمأوى أو القليل جداً من وسائل الراحة.
ساسوكي موجود فقط في الأنمي، وأخذ معظم أدوار غوسنكوجي في الأنمي قبل تقديم الأخير في الأنمي.

## يابانيون آخرون

### ريوغا هيبيكي
ريوغا هبيكي (بهاء في الدبلجة العربية)  (باليابانية: 響 良牙، بالروماجي: Hibiki Ryōga)، الأداء الصوتي: كويتشي يامادرا (الياباني)، رغدة الخطيب (العربي).
ريوغا هو خصم رانما منذ أيام الطفولة وواشتهر بفقدان طريقه بسبب شعوره الفظيع في الاتجاه. بعد قضاء أشهر في البحث عن رانما بسبب مغادرته قبل نزالهما المخطط له مسبقاً، فقد عثر عليه في الصين وسقط في نبع جوسنكيو بسبب رانما الفتاة حديثاً وتحول إلى خنزير أسود صغير. وهو يسعى للنيل من رانما مع ضغينة كبيرة، واكتشف أكاني التي تعتقد أن «بي - تشان» الصغير لطيف جداً. بطبيعة الحال، فهي لا تعرف أنه ريوغا حقاً، لكن هذا لم يمنعه من حبها. عندما لايكون منزعجاً فإنه غالباً خجول، متواضع ومهذب، وخصوصاً مع النساء. قل غضب ريوغا مع الوقت، أولاً في منافسة شرسة، ثم تحول مع الوقت إلى منافسة متوترة، فإما حلف غير مستقر أو صراعات غير خطيرة. وأصبحا أخيراً صديقين بما يكفي وفقاً لشروط ريوغا إلى حد أن ريوغا يخاطر بحياته من أجل إنقاذ رانما، ولكن المنافسة بين الاثنين من المرجح أن تستمر إلى الأبد. ريوغا يقضي وقته في التجول في البرية، والتدريب وجمع مهارات جديدة ل يتجاوز رانما -- إذا تمكن من أن يعثر على صديقه وخصمه.

### يوكيو كوونجي
يوكيو كوونجي (زين في الدبلجة العربية) (باليابانية: 久遠寺 右京، بالروماجي: Kuonji Ukyō)، الأداء الصوتي: هيرومي تسورو (الياباني)
قبل عشر سنوات، في رحلة تدريب إلى الريف، سرق جنما عربة أوكونومياكي والد أُكيو، وتركها خلفه ومنهياً الترتيبات التي أعدها هو ووالد يوكيو. على أي حال، كان رانما يوكيو قبل ذلك، لكن رانما لم يكن يدري أنها فتاة. بعد أن فُضحت وسُخر منها من قبل زملائها، قررت يوكيو ألا تحب الصبيان، لبست وعاشت بشخصية واحدة، وكرست نفسها بإتقان أسلوب فنون الأوكونومياكي القتالية. بعد معركة حامية، اكتشف رانما حقيقتها، في نفس الوقت اكتشفت يوكيو أن رانما لايبدو مرتاحاً مع خطيبته «الغير لطيفة» أكاني. تصالح رانما ويوكيو، ووقعت يوكيو في حبه مرة أخرى. رانما لايزال يعاملها كصديق قديم، لكنها، على خلاف خطيباته الأخريات، لم تكن خططها للظفر بمحبته غير مؤذية في الغالب. على الرغم من ذلك، لكنها قد تظهر مخادعة وتنصب الكمائن أحيانا للذين تعتقد أنهم من منافسيها الرومانسيين. وقالت إنها كانت على استعداد للتخلي عن منزلها ومطعمها، أو ترك عملها من أجل رانما، إذا كان ذلك يعني أنهما يمكن أن يكونا معاً.

### هابوساي
هابوساي (نجا في الدبلجة العربية)  (باليابانية: 八宝斎، بالروماجي: Happōsai)، الأداء الصوتي: إيتشيرو ناغاي (الياباني)، رأفت بازو (العربي).
المعنى الدقيق لرجل عجوز وسخ، هابوساي هو السيد الكبير والمؤسس لمدرسة الفنون القتالية الحرة. جنما وسوون كانا تابعيه الأصليين، ولكنهما سئما منه بسبب الحاجة إلى سرقة الملابس والغذاء للعجوز المنغمس في الملذات وقررا محاولة القضاء عليه. وقد كانا مندهشين تماماً عندما ظهر بعد سنوات عديدة لجعلهما بائسين من أجل العثور على خلف في الفن. من سوء حظ رانما، فقد كان هو اختيار العجوز الغريب الفاسد. وهو أيضاً مقاتل قوي وماهر، لكن مع نقطة ضعف واحدة: حمالات الصدر، والسراويل الداخلية والجوارب الطويلة. هابوساي هو ذلك المدمن على العادات القبيحة إلى جانب انحرافه، إلا أنه يعاني من الانسحاب إذا مُنع عنها لفترة طويلة. وهو يدبر دائماً لجعل الناس يساعدونه على «غارات الملابس الداخلية»، لكنه عادة ما يتعطل بسبب رانما، مما يؤدي إلى زيادة كرهه له، رغم أنه لا يزال يطارد رانما الفتاة. يبدو كما لو أنه يظهر دائماً حتى في أكثر اللحظات الغير مريحة. هابوساي تمكن من أن يبذل جهوداً
كبيرة لتدمير حياة شخص لا يرضيه، ولكن عادة ما يختار أساليب سخيفة. لكنه يظهر مع ذلك جانباً ليناً للأطفال.

### هيناكو نينوميا
هيناكو نينوميا (باليابانية: 二ノ宮 ひな子، بالروماجي: Ninomiya Hinako)، الأداء الصوتي: يومي توما (الياباني).
هيناكو هي معلمة اللغة الإنجليزية المستأجرة من قبل المدير كونو من أجل تهذيب الطلاب المشاغبين في ثانوية فُرينكان. نتيجة لتدخل هابوساي عندما كانت طفلة صغيرة، فإن لديها عملية استقلاب غير عادية. عن طريق امتصاص قوة عدوها في القتال عن طريق فتحة دائرية، عادة تلك القطع النقدية ذات قيمة 5 ين، فتتحول من فتاة بريئة إلى امرأة استفزازية. عندما تكون طفلة، فإنها تتصرف كفتاة ذات تصرفات سخيفة. أما في هيأة المرأة، فإن تميل إلى أن تكون باردة قليلاً ومتقدمة. على أي حال، فهي تحاول أن تأخذ عملها على محمل الجد، وهي تحب سوون كثيراً. وتبين أن لديها مهارات تدبير منزلي سيئة وميلها إلى الوجبات السريعة. في قصة واحدة، تبين أنه حتى لو كانت لا تزال في هيأتها البالغة، فإنها لا تزال قادرة على العودة إلى شخصيتها ونزواتها الطفولية (اللعب، لفت الانتباه القصير، إلخ).

### هيكارو غوسنكوغي
هيكارو غوسنكوجي (باليابانية: 五寸釘 光، بالروماجي: Gosunkugi Hikaru)، الأداء الصوتي: إيسيه فوتاماتا (الياباني).
هيكارو غوسُنكغي هو الطالب الأقل شعبية في ثانوية فُرينكان وزميل رانما في الصف. وهو صبي خجول بشكل مؤلم مع عدد قليل من الأصدقاء. مثل العديد من طلاب المدرسة، فهو يحب أكاني ويحاول الظفر بها، بالتخلص من رانما عن طريق سحر الفودو الغير فعال أو خططه المشينة. كما أنه يستمتع بالتقاط الصور خلسة ويتعاون مع عدة شخصيات أخرى، لا سيما كونو، في مخططات مختلفة. وقدمت معظم أجزاءه لساسوكي، النينجا الخادم لعائلة كونو، في الأنمي.

### توفو أونو
د. توفو أونو (وليد في الدبلجة العربية)  (باليابانية: 小乃東風، بالروماجي: Ono Tōfū)، الأداء الصوتي: يوجي ميتسويا (الياباني)، رأفت بازو (العربي).
د. توفو هو مقوم العظام المقيم والمحبوب من قبل سكان نيريما. وهو أيضاً يتدرب على الفنون القتالية، على الرغم من عدم رؤيته يتدرب، ومختص إلى حد كبير في معالجة رانما وأكاني في الورطات المختلفة. وهو أيضاً واقع في الحب بجنون مع كاسومي ويصبح خطراً جداً عندما تكون معه. في هذه الحالات، يصبح غير مؤهل وأحمق، مما يلحق الضرر أحيانا بمرضاه. للأسف، لا يبدو أن كاسومي تفهم مشاعره. يبدو أنه دائما يعرف ما يجب القيام به - إلى أن تصل كاسومي -. أعطاه الأنمي دوراً أكبر، وإن كان في كل من الوسائط الأخرى، فإنه يصبح شخصية قاصرة وغير موجودة تقريباً بعد القصص القليلة الأولى. كانت أكاني في حالة حب معه أولاً، وكان ذلك السبب أن شعرها طويل. ويبدو أن أكاني قد تركته، بعد أن قُص شعرها في حادث غريب.

## صينيون آخرون

### بانستو-تارو
بانستو-تارو (باليابانية: パンスト太郎، بالروماجي: Pansuto-Tarō)، الأداء الصوتي: شينوسكي فروموتو (الياباني).
قد يبدو أن اللعنة التي أصابت بانستو-تارو هي الأغرب في هذه السلسلة، بعد أن عُمد في «ينبوع وحش الثلج الغارق الممسك بأنكليس وكركي أثناء ركوبه على ثور» بعد ميلاده. للأسف، فقد كان هابوساي هو الذي أدى الشرف بعد أن ساعد والدة بانستو بالولادة بينما كان في واحدة من حالاته النفسية الجيدة النادرة. في مجتمع تارو، فإن المعمد أيضاً يتلقى شرف تسمية الطفل، وقد اختار «بانستو (جوارب طويلة)» ظاناً أن كل شخص سيحبه. تارو يستمتع بالقوة التي اكتسبها من اللعنة التي أصابته، حتى أنه رجع إلى جوسنكيو من أجل الحصول على لعنة الأخطبوط لإضافة ذراع أخطبوط إلى ظهره، تارو فتى بارد، وقاسٍ سادي منفرد بقسوة، مدفوعاً بالكامل مع رغبته في القبض على هابوساي من أجل إعادة تسميته.

### دليل جوسنكيو
دليل جوسنكيو، الأداء الصوتي: كويتشي يامادرا (الياباني)، رأفت بازو (العربي).
يحضر دليل جوسنكيو في مواقف غريبة في المسلسل. على الرغم من أنه يتكلم لغة يابانية مكسرة بعض الشيء (مثل شامبو)، إلا أنه مطلع بشكل كبير على المواضيع التي تتعلق بكل ما هو صيني، خاصة ينابيع جوسنكيو. على الرغم من أنه يبدو أنه يهتم بصدق بشأن برفاهية الناس الذين يقودهم، إلا أن أكثرهم ينتهي به المطاف بالسقوط في ينبوع والاستماع إليه يلقي القصة المأساوية للنبع. لهذا السبب، فإنه يحتفظ بقائمة أسماء كل شخص أصيب بلعنة. وهو لديه ابنة أيضاً اسمها بلام ولم تصبه اللعنة على الرغم من الفترة الطويلة من الزمن التي قضاها هناك وعدد الناس الذين رآهم يسقطون في الينابيع.

## وصلات خارجية
- قائمة الشخصيات في رانما النسخة المثالية.